# Le Diable en personne (film, 1956)
Pour l’article homonyme, voir Le Diable en personne (film, 2013).
Pour plus de détails, voir Fiche technique et Distribution.
Le Diable en personne (en allemand : Teufel in Seide) est un film dramatique ouest-allemand réalisé par Rolf Hansen et sorti en 1956. Le film est adapté le roman Der Teufel nebenan de Gina Kaus édité en 1940.

## Synopsis
Au cours d’un voyage en train, Thomas, un compositeur désargenté, fait la connaissance d'une riche propriétaire de maison d’édition, Melanie. Les deux se marient et elle lui trouve un emploi lucratif dans sa maison d’édition. Cependant, les crises de jalousie et le besoin de contrôle de sa femme rendent la vie de Thomas impossible. Lorsqu’il entame une liaison avec sa secrétaire et exige le divorce, elle se suicide en faisant croire qu’il l’a tuée.

## Fiche technique
- Réalisateur : Rolf Hansen
- Scénario : Jochen Huth
- Photographie : Franz Weihmayr
- Producteur : Artur "Atze" Brauner
- Pays de production : Allemagne de l'Ouest
- Durée : 106 minutes
- Date de sortie : 1956

## Distribution
- Lilli Palmer : Mélanie
- Curd Jürgens : Thomas Ritter
- Winnie Markus : Sabine
- Adelheid Seeck : Sylvia Angermann
- Hans Nielsen : Dr Zacharias
- Wolfgang Büttner : Dr Hess
- Hilde Körber : Sophie
- Paul Bildt : Dr Heinsheimer
- Helmuth Rudolph : Georg Angermann
- Robert Meyn : le juge d’instruction
- Otto Graf : Gerichtsvorsitzender
- Wolf Martini : Staatsanwalt
- Else Ehser : madame Schwarz
- Paul Bösiger : Peter Dornberg